# بنغاس نيوينهويسي
بنغاس نيوينهويسي (الاسم العلمي:Pangasius nieuwenhuisii ) هو نوع من الأسماك يتبع جنس البنغاس من فصيلة سلور القرش.